# Rolsmosjön
Rolsmosjön är en sjö i Tingsryds kommun i Småland och ingår i Ronnebyåns huvudavrinningsområde. Sjön är 2,7 meter djup, har en yta på 0,797 kvadratkilometer och befinner sig 135 meter över havet. Vid provfiske har bland annat abborre, braxen, gädda och mört fångats i sjön.

## Delavrinningsområde
Rolsmosjön ingår i det delavrinningsområde (628272-145771) som SMHI kallar för Utloppet av Linnerydssjön. Medelhöjden är 150 meter över havet och ytan är 40,67 kvadratkilometer. Det finns inga avrinningsområden uppströms utan avrinningsområdet är högsta punkten. Stångsmålaån som avvattnar avrinningsområdet har biflödesordning 2, vilket innebär att vattnet flödar genom totalt 2 vattendrag innan det når havet efter 67 kilometer. Avrinningsområdet består mestadels av skog (62 procent) och jordbruk (18 procent). Avrinningsområdet har 2,34 kvadratkilometer vattenytor vilket ger det en sjöprocent på 5,7 procent. Bebyggelsen i området täcker en yta av 1,05 kvadratkilometer eller 3 procent av avrinningsområdet.

## Fisk
Vid provfiske har följande fisk fångats i sjön:
- Abborre
- Braxen
- Gädda
- Mört
- Sarv
- Sutare